# GSC1357-1859
GSC1357-1859 — хімічно пекулярна зоря спектрального класу ?, що має видиму зоряну величину в смузі V приблизно 10,3.

## Пекулярний хімічний вміст
Зоряна атмосфера даної зорі має підвищений вміст атомів Si.